# 歐文頓 (愛荷華州)
歐文頓（英語：Irvington）是位於美國愛荷華州科蘇特縣的一個人口普查指定地區。

## 人口
根據2010年美國人口普查的數據，歐文頓的面積為2.43平方千米，當中陸地面積為2.43平方千米，而水域面積為0.00平方千米。當地共有人口38人，而人口密度為每平方千米15.64人。